# Alessandro Strozzi (cartografo)

Stemma degli Strozzi

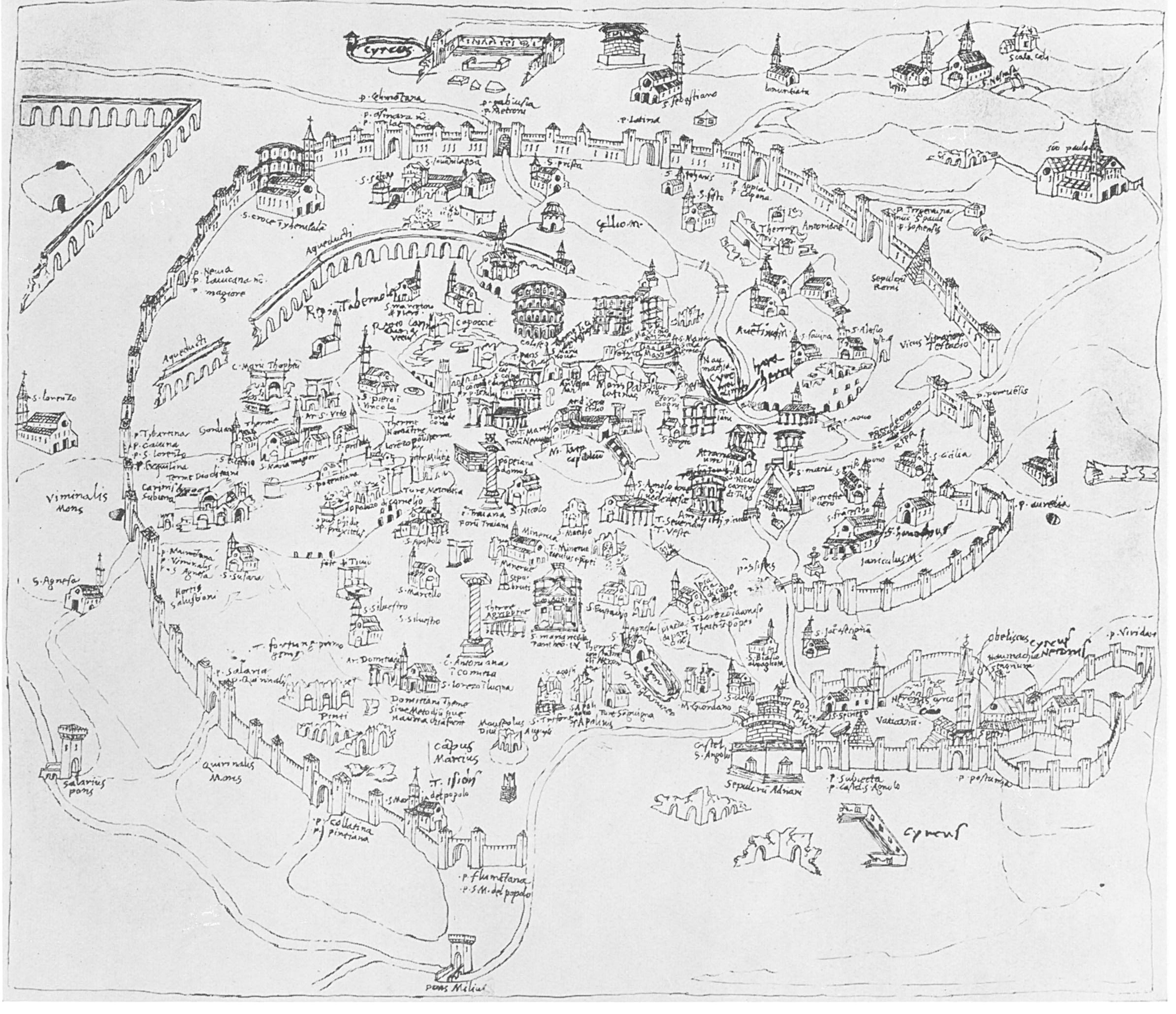
Pianta di Roma del 1474 di Alessandro Strozzi

Alessandro Strozzi (XV secolo – XV secolo) è stato un cartografo, disegnatore e umanista italiano.

## Biografia
Era un nipote del nobile fiorentino Palla Strozzi (1372-1462) e risiedeva a Venezia. Suo nonno possedeva una ricca biblioteca di codici latini e greci, tra cui una Cosmografia di Claudio Tolomeo. Il nome del cartografo ed umanista Alessandro Strozzi è legato ad un manoscritto, conservato a Firenze, alla Biblioteca Medicea Laurenziana, che contiene il disegno a penna di una Pianta di Roma e una ricca silloge di antiche iscrizioni romane, in gran parte estratte dai Commentaria di Ciriaco d'Ancona (1391–1452).
Ciriaco d'Ancona - archeologo, umanista, epigrafista e viaggiatore - aveva trascritto nei suoi Commentaria (Antiquarium rerum commentaria) le testimonianze sulle antichità romane e sulle antiche epigrafi che aveva raccolte, nel 1424 o nel 1425, durante il suo soggiorno a Roma.
All'inizio del Codice Redi 77 c'è questa sottoscrizione: Veneciis die XV. aug. MCCCCLXXIIII Alex. Str. scrip, et pinx (A Venezia nel giorno 15 agosto 1474 Alessandro Strozzi scrisse e dipinse).
Il codice porta lo stemma del re Alfonso I di Napoli (1435-1458): quindi la datazione è incerta e questo codice, destinato in un primo tempo al re Alfonso, cambiò destinatario e fu realizzato nell'arco di molti anni. L'amanuense è il francese Ugo Comminelli (Hugues Commineau) che lavorava per Vespasiano da Bisticci.

### LaPianta di Roma
Il disegno a penna della Pianta di Roma è su una doppia pagina, in pergamena, rilegata all'inizio. L'orientamento della pianta è col nord in basso e la proiezione è obliquo-verticale, panoramica, con alzato. La toponomastica, redatta in latino e in volgare, risulta scritta da due diverse mani. Alcuni luoghi sono indicati con qualche precisazione, ad esempio Hic se iecit Horacius in amnem, S. Angelus ubi forum piscatorium, S. Silvester ubi caput est Batistae Johannis  e  Platea id est campus de flore (Qui Orazio si gettò nel fiume, Sant'Angelo dove è il foro del pesce, San Silvestro dove c'è la testa di Giovanni Battista e Questa è la piazza campo del fiore). Il toponimo S. Biasio a la pagnota tradisce la familiarità con la lingua veneta, mentre M. Agripa, S. Maria ritonda, Pantheon I.V. ha assonanza con il dialetto romanesco. Qualche ritocco è sicuramente posteriore, ad esempio il tracciato di Ponte Sisto, la cui costruzione iniziò nel 1473 e che fu aperto al pubblico nel 1475. Frutaz segnala una curiosità: il toponimo S. Apollinaris ubi mansit Maometus (Sant'Apollinare dove si fermò Maometto) indica la presenza dell'ambasciatore del sultano Bajazet I (1447–1512 - sultano dell'Impero ottomano dal 1481 alla morte) che arrivò a Roma nel 1490. Questa Pianta di Roma fu dunque aggiornata, dopo molti anni.